# Subdiviziunile Venezuelei
Venezuela este împărțită în 23 de state (estados), reședința de județ (distrito capital) corespunzătoare orașului Caracas și Proprietatea Federală (Dependencias Federales), un teritoriu special. Venezuela mai este subdivizată în 335 de municipii (municipios), care sunt împărțite în peste o mie de parohii civile (parroquias). Statele sunt grupate în nouă regiuni administrative (regiones administrativas), care au fost create în 1969 printr-un decret prezidențial; în plus, Venezuela, de-a lungul istoriei, a susținut și continuă să revendice drepturi asupra teritoriul Guyanei de vest care se întinde de la hotarele ei până la râul Essequibo. Acești 159 500 km² au fost denumiți Zona en Reclamación.
Țara poate fi împărțită în zece regiuni geografice, majoritatea fiind corespunzătoare regiunilor climatice și biogeografice. La nord se află Anzii Venezuelei și regiunea Coro, un tract muntos în nord-vestul țării care deține mai multe lanțuri muntoase și văi. La est de această zonă sunt regiuni joase cum ar fi lacul Maracaibo și Golful Venezuelei. Regiunea centrală este paralelă cu coasta și include dealurile din jurul orașului Caracas; regiunea estică, separată de regiunea centrală de către Golful Cariaco, acoperă tot statul Sucre și nordul statului Monagas. Regiunea Insulară include toate insulele Venezuelei: Nueva Esparta și diferite dependențele federale. Delta râului Orinoco formează un triunghi care acoperă Delta râului Amacuro și nord-estul Oceanului Atlantic.

## Istoria
Înainte de Războiul Federal (1859-1863), Venezuela a fost împărțită în provincii și nu în state, cum este situația actuală. S-a presupus, că forțele victorioase vor acorda o mai mare autonomie statelor, dar acest lucru nu s-a implementat.
Înte anii 1863 și începutul anilor 1900 au fost numeroase modificări teritoriale, incluzând unirea și separarea unor state. Din acest motiv până în anii 1990 statele au fost lăsate neschimbate. În ultimii ani au fost create trei noi state: Delta Amacuro, Amazonas și Vargas (în această ordine).